# Октан, Михаил Александрович
Михаил Александрович Илинич (укр. Михайль Олександрович Іллініч; 1909—1913, Одесса — после 1945), более известный под псевдонимом Михаил Октан — русский коллаборационист во время ВОВ, руководитель военизированной политической организации Союз борьбы против большевизма, пропагандист и главный редактор русскоязычной оккупационной газеты «Речь». В ходе своей деятельности активно позиционировал себя националистом и проводил соответствующую политику.

## Биография

### Ранние годы
Родился в городе Одессе около 1909—1913 годов. Из-за фамилии Илинич имеется предположение о хорватских корнях Михаила, также существует версия что у него на самом деле была украинская фамилия Натко, которую он превратил в псевдоним написав её наоборот. О его довоенной жизни известно очень мало. Согласно советским разведанным, до Великой Отечественной войны возглавлял отдел образования Орловской области и состоял в ВКП(б).
В 2016 году историк Игорь Петров, также занимавшийся биографией Милетия Зыкова, писал, что до войны Октан работал инженером Одесского суперфосфатного завода, в подтверждение приложив изображение выданного оккупационными властями разрешения Илиничу (Октану) взять в отпуск в Одессу 30 000 рублей..

### В должности мэра Орла
На момент начала Великой Отечественной войны Михаил Октан, как считает А. Даллин, был капитаном РККА. 7 января 1942 года германские войска взяли город Орёл, где находился Октан, который сразу предложил немцам сотрудничество в сфере распространения антисоветской пропаганды среди населения оккупированных территорий. В феврале 1942 года стал редактором коллаборационистской газеты «Речь», которая, по словам Мемориального музея Холокоста, являлась самым ярым антисемитским изданием на оккупированных территориях СССР. Мишенью газеты Октана, идеологию которой Даллин называет «великорусским шовинизмом», были не только евреи: газета была также направлена против грузин и армян, называемых «моральными дегенератами», в высшем руководстве ВКП(б) представленных личностями Микояна, Орджоникидзе и Сталина.
Согласно сборнику «Органы госбезопасности СССР в ВОВ», Октан осенью 1941 года в районе Брянских лесов перешёл на сторону немцев. Служил в 612-й роте пропаганды при 2-й немецкой танковой армии. В 1942 году был завербован унтершарфюрером СС Эрнстом Мюккелем в качестве агента СД, затем переведён на связь в разведорган «абвергруппа 107».

Октан стал известен как один из самых ярых национал-социалистов и поклонников Германии среди коллаборационистов. В том числе, он заявлял о том, что Германия не хочет уничтожить СССР, а желает освобождения народам России и вернуть былые порядки досоветских времён. Имеются сведения, что Октан запретил на территории города «Войну и мир», заявив следующее:
В нынешнее время нам не нужны всякие Пушкины или Лермонтовы. Я рекомендую всем лучше обзавестись книгой Достоевского «Бесы»
Весной 1943 года Михаил Октан был зарекомендован Гюнтером фон Клюге в качестве одного из шести руководителей предполагаемого единого комитета всех советских коллаборационистов, который так и не был создан.
Как пишет Александр Даллин, другие коллаборационисты характеризовали Октана как авантюриста, идеалиста, оппортуниста и демагога. Один из них сказал, что Октан «умело сочетал в себе качества немецкого офицера, одесского торговца и мелкого подхалима». В выступлениях он подражал Гитлеру, был известен своей любовью к наградам, алкоголю и женщинам. Начальник полиции Могилёва описывал его как «заядлого пьяницу», а один молодой офицер рассказал, что когда он посетил редакцию «Речи», все семь сотрудников газеты (включая Октана) были пьяны.
Отношения Октана с другими коллаборационистами не были ровными. Октан неоднократно говорил, что «власовские идеалы», которые не были националистическими, на подконтрольных ему территориях запрещены. Октан считал себя наместником оккупационных властей и через службу им хотел стать местным диктатором; он часто повторял, что пытаться добиваться независимости от немцев нецелесообразно; к генералу Власову он относился негативно, «считал его за дурака», и говорил, что если бы был на его месте, то давно бы собрал пятимиллионную армию. Один из респондентов Даллина говорил, что однажды в пьяном виде Октан заявил: «Не смейте распространять здесь власовские идеи — здесь действуют только идеи моего Союза». Но это не помешало ему вступить в РОА и получить звание лейтенанта (поручика). Шеврон РОА Октан всегда носил на своей униформе танкиста вермахта, которую украшал планками от девяти своих наград, однако в боевых действиях РОА он участия не принимал. Отношения с Брониславом Каминским также не были хорошими: деятельность Каминского Октан на своих территориях запретил, чтоб не дать «влиянию» конкурента распространиться. При этом редактор газеты Октана «Речь» Самарин сам был членом НСТПР.

### Бегство в Беларусь. Союз борьбы против большевизма
Летом 1943 года Красная армия освободила город Орёл. Октана сначала эвакуировали в Брянск, а после в Бобруйск. В Бобруйске он снова был назначен бургомистром города.
7 марта 1944 года на митинге численностью около 2000 человек Михаилом Октаном был создан «Союз борьбы против большевизма». Вооружённым крылом данной организации формально была 9-я армия Вермахта. По словам историка Александра Даллина, немецкое руководство не ограничивало Октана в плане руководства его организацией, которая при этом не имела какой-либо определённой политической позиции. К июню 1944 года, по некоторым данным, количество членов СБПБ составило около 74 000 человек..
Основным врагом организации в соответствии с грубой нацистской пропагандой объявлялся «жидобольшевизм». Она стала конкурентом идеологически близкой ей Национал-социалистической трудовой партии России (НСТПР) Каминского, в 1944 году с отступлением немецких войск также переместившегося в Беларусь. Организация была направлена на трудовое и военное сотрудничество с немецкими властями и формировала военизированные отряды — охранные дружины (ОД), которые должны были защищать оккупационные власти силами местных жителей и бороться с партизанами. Функции НСТПР Каминского и СБПБ Октана были схожими: обе агитировали отправляться на работы в Германию и записываться в созданные ими вспомогательные военные формирования (РОНА и ОД); обе были схожи идеологически, основываясь на грубом нацистском антисемитизме и призывая к борьбе с «жидобольшевизмом»; Октан и Каминский оба позиционировали себя национал-социалистами, хотя Каминский создавал русскую партию, а Октан готов был принимать в свои ряды представителей и других национальностей. Были сходства и в символике: главным символом обеих организаций был Георгиевский крест, но Октан также использовал и Георгиевские ленты, на которых также основывался его флаг. Для вступления было необходимо присягнуть лично Гитлеру..

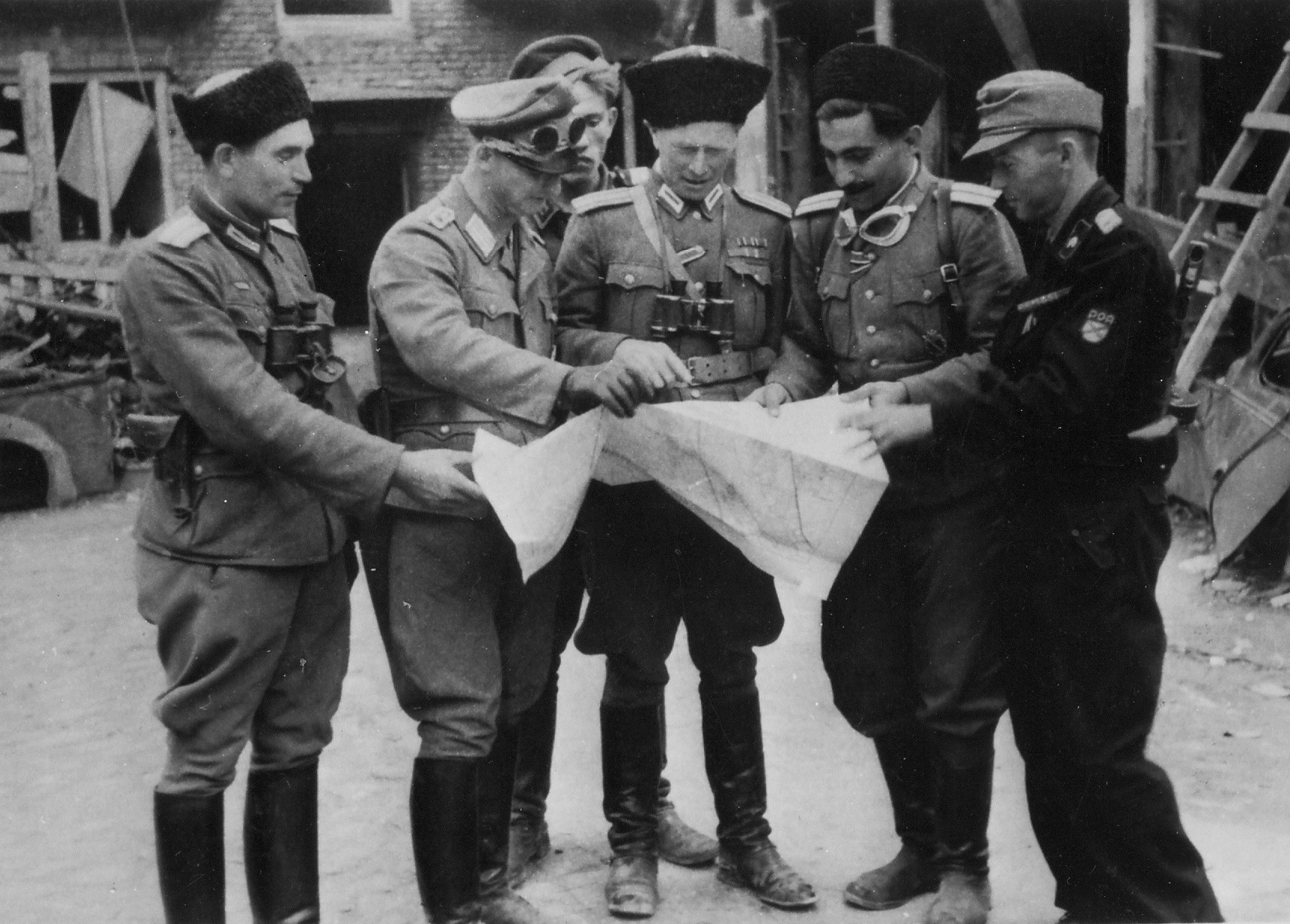
Октан (крайний справа) с военнослужащими коллаборационистами из бригады «РОНА» Каминского во время Варшавского восстания

Помимо СБПБ, Октан числился в так называемом «Русском молодёжном движении» — организации, созданной во время операции Heuaktion, в ходе которой из оккупированных территорий СССР похищались дети в возрасте от 10 до 14 лет (в рамках деятельности организации «Лебенсборн»).
Несмотря на активное наступление и продвижение Красной армии на Запад, Октан продолжал вести роскошный образ жизни и позиционировать себя как лидера русских коллаборационистов, безуспешно пытаясь сотрудничать с белорусскими коллаборационистами.
Доподлинно неизвестно, что было с Михаилом Октаном после взятия Бобруйска войсками РККА. Известен лишь тот факт, что он был участником подавления Варшавского восстания в августе 1944. После Варшавского восстания он не упоминается в немецких документах и не присутствовал ни на одном из известных мероприятий коллаборационистов.

### После войны
Согласно данным советской газеты «Гомельская правда», Октан якобы был взят в плен советскими войсками вместе с бургомистром Борисова Станиславом Станкевичем при взятии города, однако данный факт ставится под сомнение. Имеются сведения о том, что Октан был замечен зимой 1945 года в Берлине и в 1947 году во Франкфурте-на-Майне. Других данных о послевоенной жизни Михаила Октана нет.